# Carabodes hungaricus
Carabodes hungaricus är en kvalsterart som beskrevs av Balogh 1943. Carabodes hungaricus ingår i släktet Carabodes och familjen Carabodidae. Inga underarter finns listade.